# 비아르드니 베네딕트손 (1970년)
비아르드니 베네딕트손(아이슬란드어: Bjarni Benediktsson, 1970년 1월 26일 ~ )은 아이슬란드의 정치인이다. 그는 자유보수주의 정당인 독립당의 당수이며 2017년과 2024년에는 총리를 2번 역임했다.
그는 아이슬란드 대학교, 미국 마이애미 대학교를 졸업했다. 그의 종조부는 역사적으로 아이슬란드의 총리를 역임했던 비아르드니 베네딕트손(1908년 ~ 1970년)이다.